# بيكون

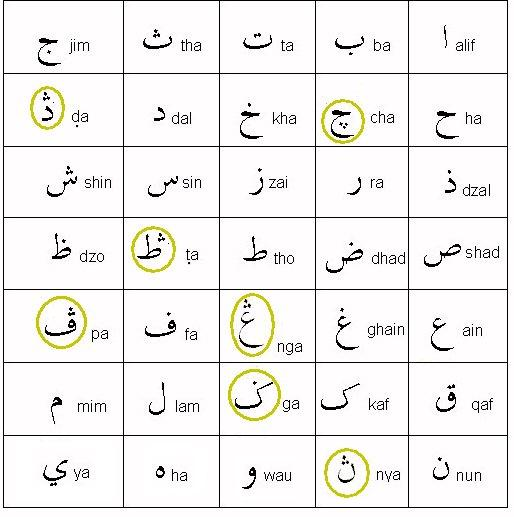
أبجدية بيكون

استعملت حروف ڤيڬون أو ڬوندل المشتقة من العربية في كتابة اللغة الجاوية، منذ القرن الخامس عشر.